# Nazionale maschile under 15 di calcio di San Marino
La nazionale maschile under 15 di calcio di San Marino è la rappresentativa calcistica under 15 della Repubblica di San Marino ed è posta sotto l'egida della Federazione Sammarinese Giuoco Calcio.